# RMS Aquitania
L'RMS Aquitania è stato un transatlantico della Cunard Line, noto per aver ricevuto il premio di "Nave bella" e per essere stato adattato a nave ospedale nelle guerre mondiali.
Il suo nome deriva dall'ex regione della Gallia (Francia) franca del Medioevo.

## Caratteristiche generali

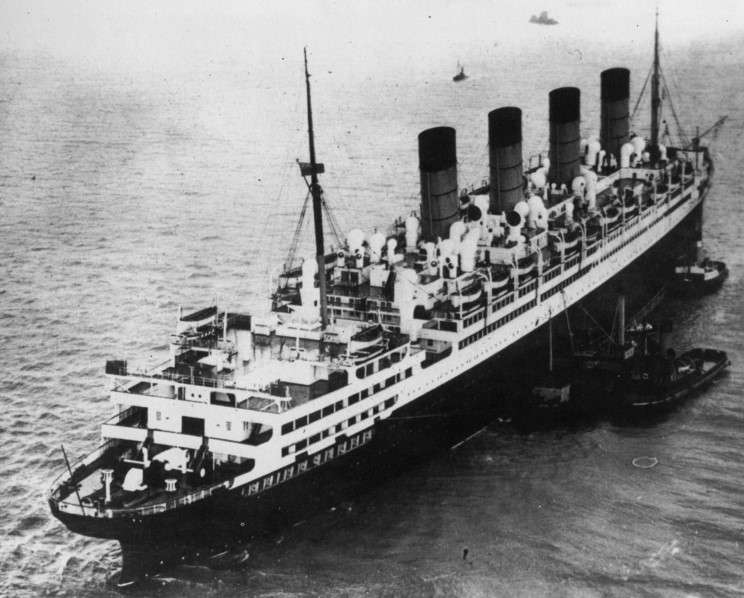
RMS Aquitania diretta nel porto di Southampton nel 1935.

La nave venne costruita nei cantieri John Brown & Company di Clydebank, in Scozia, e varata il 21 aprile 1913; era lunga 274,6 m, larga 29,6 m e aveva una stazza di 45 647 tonnellate. Venne realizzata per rispondere in termini di grandezza alle tre enormi navi dalla White Star Line Olympic, Titanic e Britannic (di cui solo l'Olympic seguì la carriera prevista, mentre il Titanic affondò durante il primo viaggio ed il Britannic venne affondato durante la prima guerra mondiale, probabilmente da una mina posizionata da un sottomarino tedesco), a loro volta costruite per superare in grandezza proprio le due precedenti navi della Cunard, Mauretania e Lusitania. L’Aquitania aveva quindi una stazza molto più grande delle appena citate sorelle ed era più ampia anche delle navi rivali. Il prefisso RMS (Royal Mail Ship) deriva dal fatto che svolgeva anche il trasporto della corrispondenza.
Il piroscafo Aquitania aveva 21 caldaie (originariamente alimentate a carbone, poi convertite a nafta negli anni 1920) e sei turbine Parsons a triplice espansione che muovevano quattro eliche; a differenza di quanto accadeva sulle navi della White Star Line, i suoi quattro fumaioli erano tutti funzionanti ed utilizzati per espellere i gas di combustione del sistema propulsivo. La nave poteva raggiungere la velocità massima di 25 nodi (46 km/h), di poco superiore a quella delle navi rivali.

## I viaggi

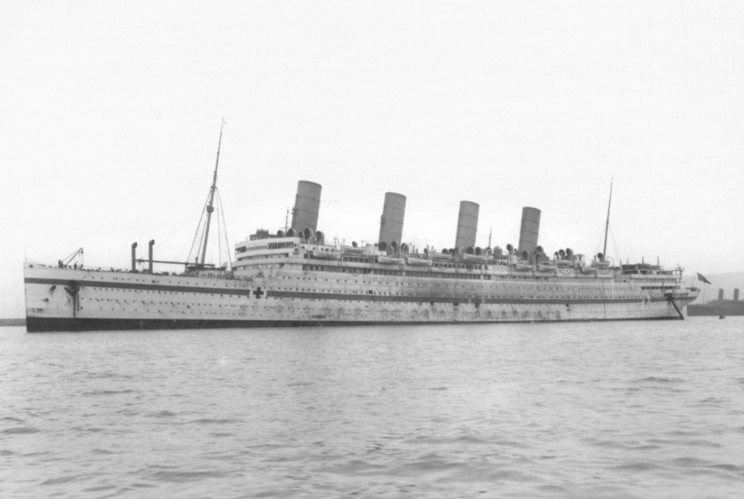
L'HMHS Aquitania come nave ospedale

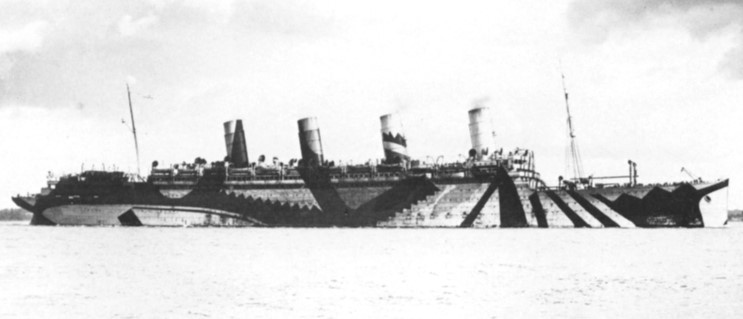
LAquitania come nave trasporto truppe

L'Aquitania venne impiegata come nave militare e nave ospedale sia nella prima guerra mondiale che nella seconda guerra mondiale ed ebbe una carriera molto lunga, restando in servizio per quasi 40 anni.
Fu la seconda nave al mondo per il maggior tempo di impiego.

## Demolizione
Dopo il suo lunghissimo impiego in mare, nel 1950 la nave fu portata a Faslane, in Scozia, dove venne demolita.

## Galleria d'immagini

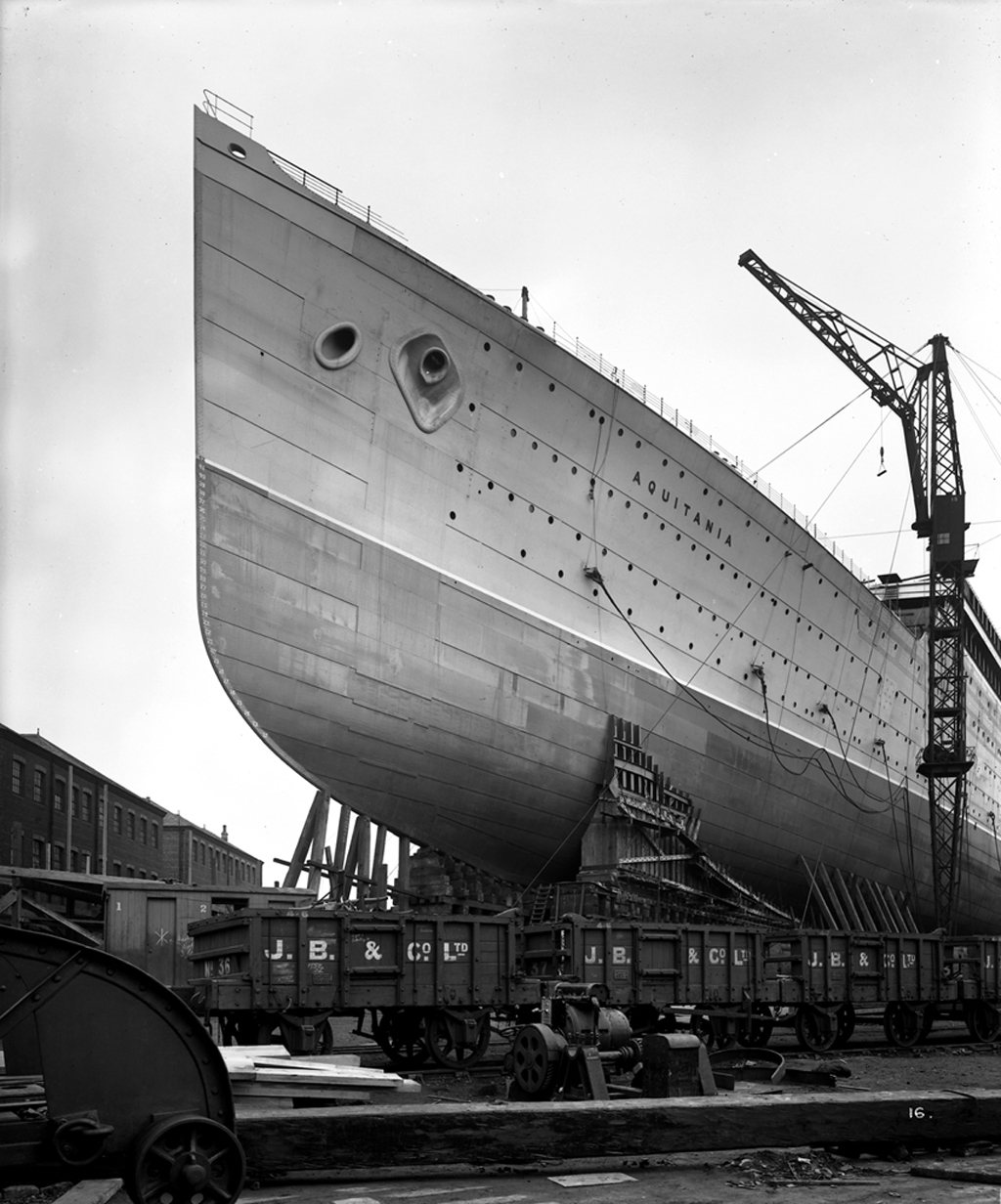
L'Aquitania prima del varo.
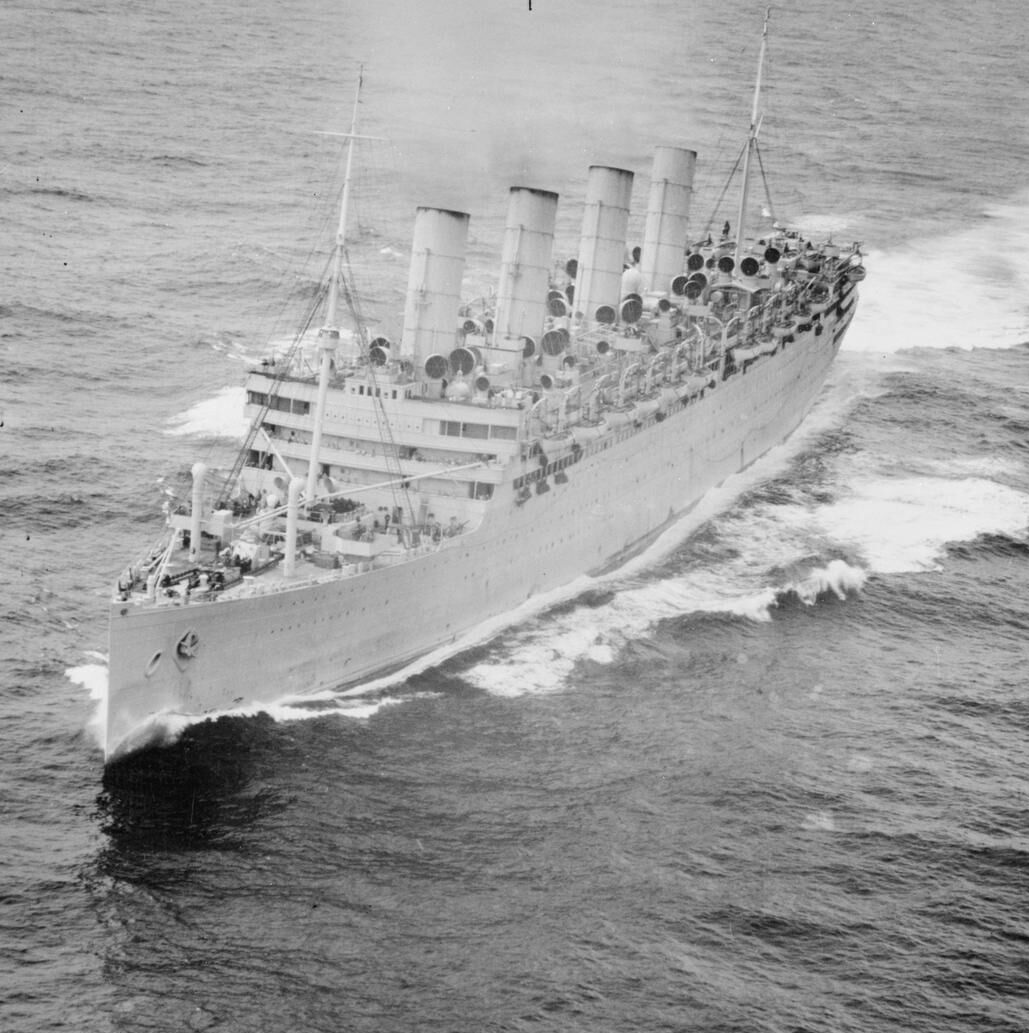
l'HMT Aquitania durante la seconda guerra mondiale nel 1942.
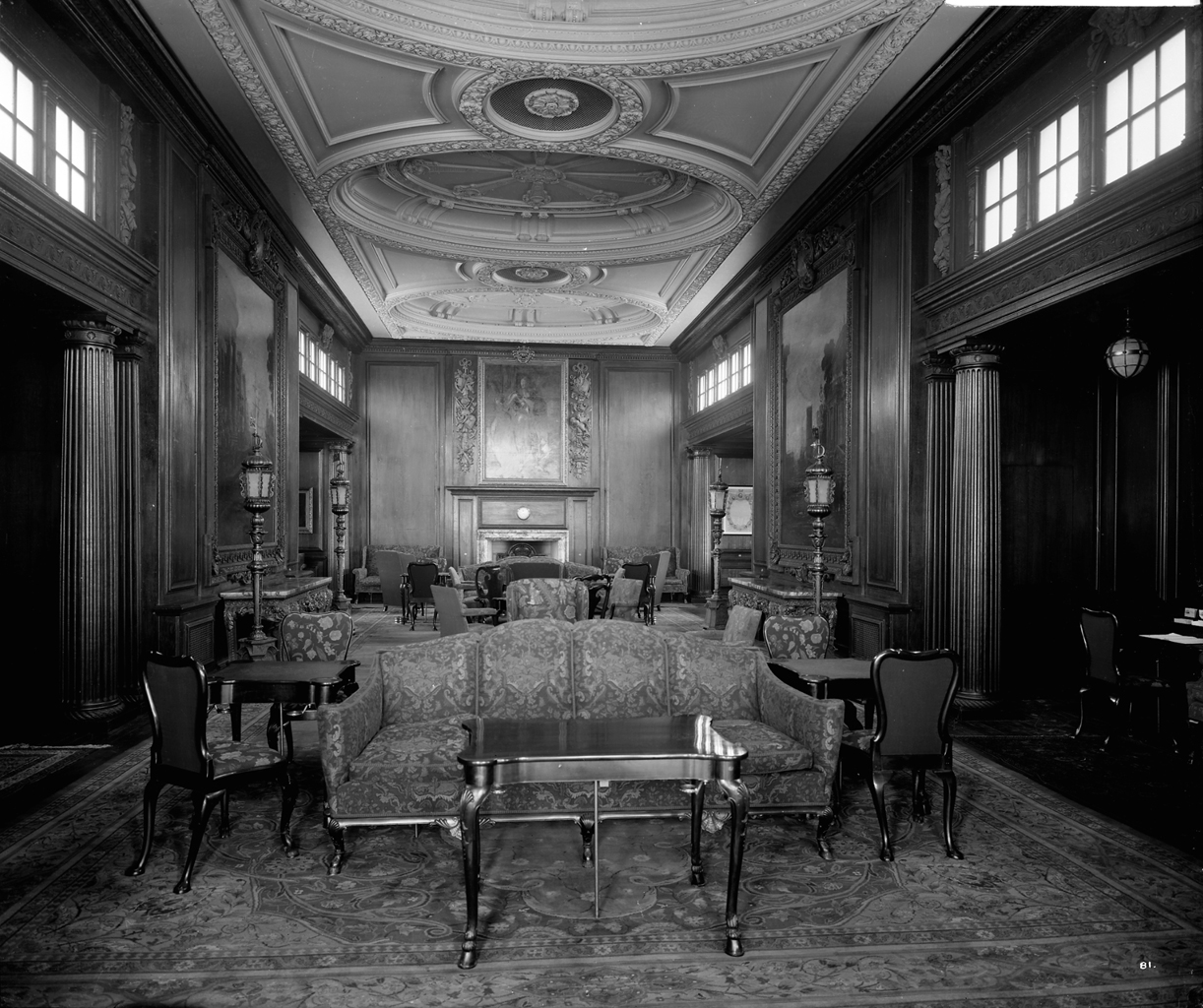
La sala fumatori di prima classe.
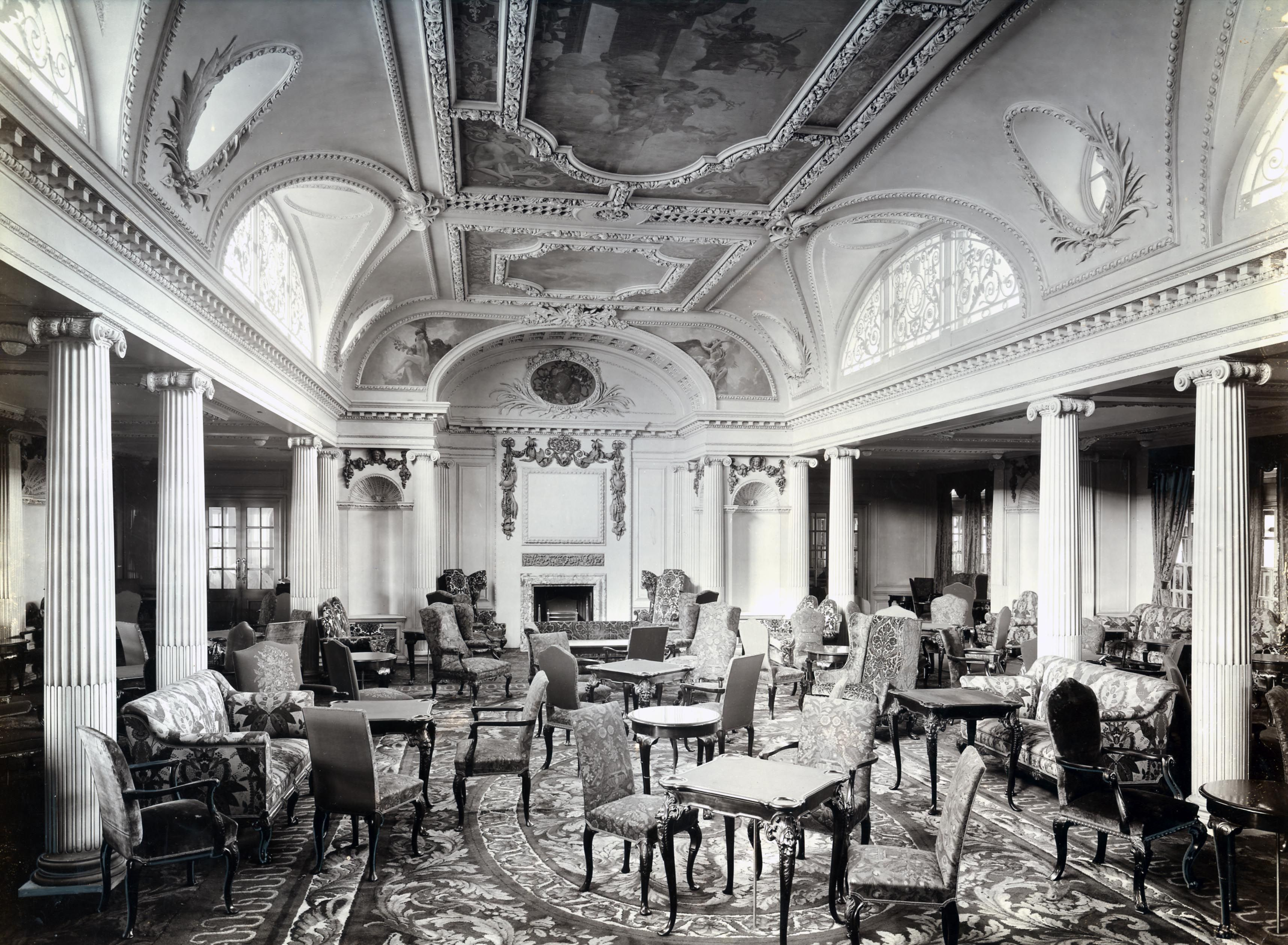
Il soggiorno principale.
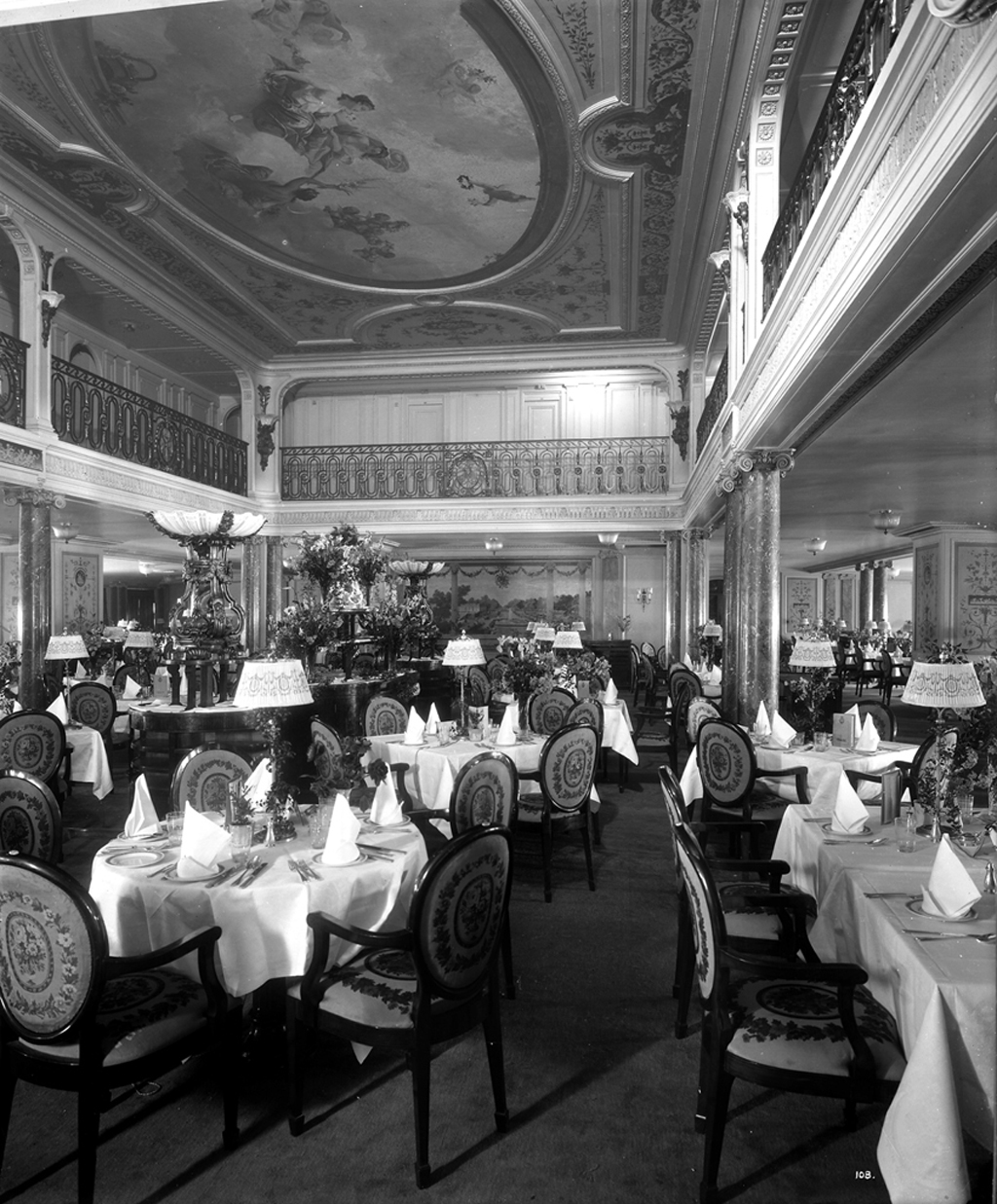
La sala da pranzo, sviluppata su due ponti.